# オーバーパス特定標識 (イタリア)
オーバーパス特定標識(identificazione dei cavalcavia)は、イタリアのアウトストラーダ、国道で使われている道路標識のひとつである。

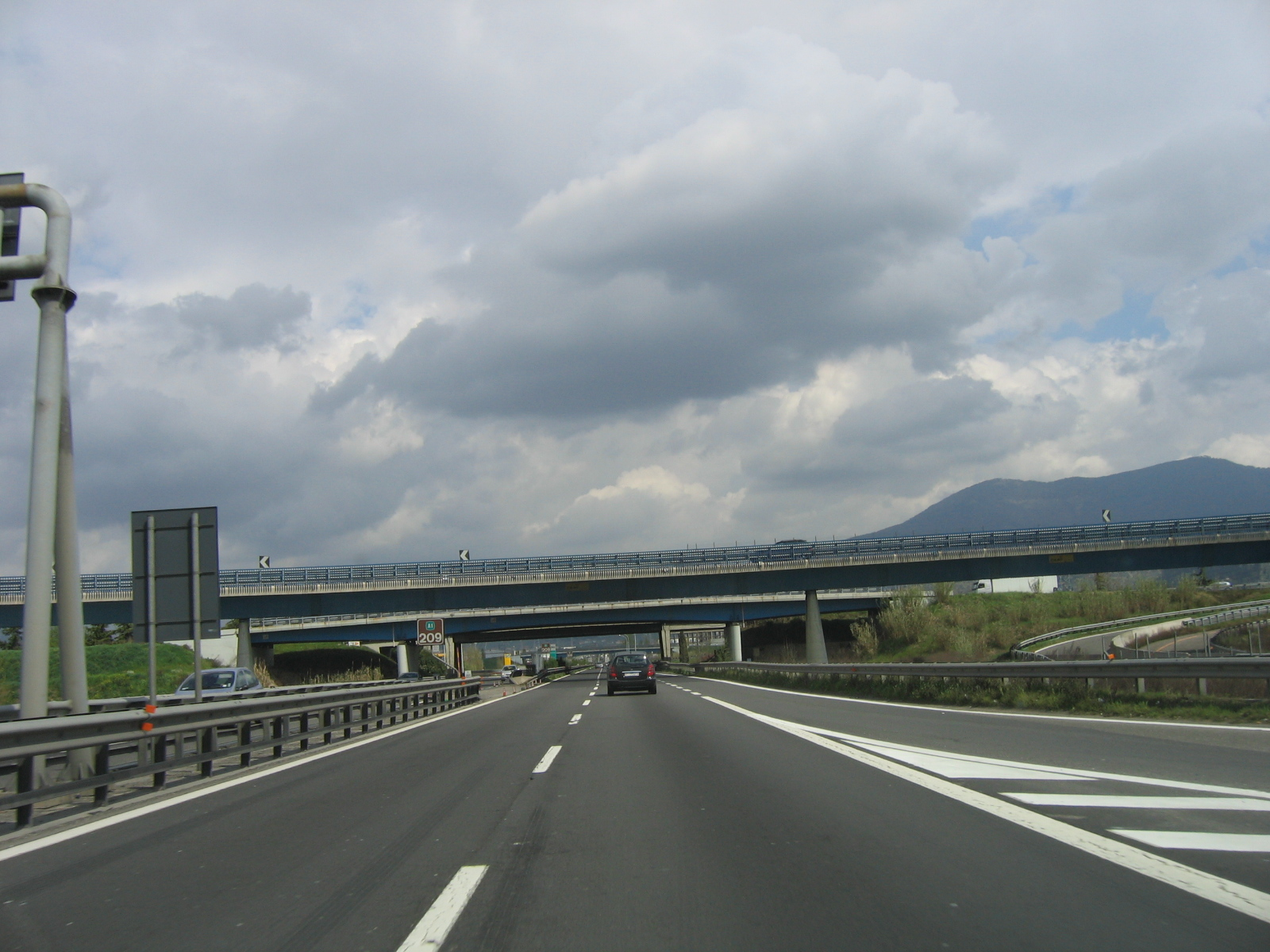
アウトストラーダ A1のオーバーパス特定標識 200番

## 設置場所
オーバーパス特定標識は、アウトストラーダや国道の上を他の道路などが交差する部分(オーバーパス)の前後に設置されている。オーバーパスの前後両方に表示されていることもあるが、片側のみの場合もある。

## 目的
オーバーパス特定標識は、上を走る道路から石などを投げ込まれた場合に、それを正確に通報するために設置されている。オーバーパス特定標識には、上半分に走行中の道路名・道路番号が、下半分にその道路の起点からのオーバーパスの連番(何番目のオーバーパスか)が表示されている。投石などを確認した人は、警察にこの標識から道路名とオーバーパス番号を伝えることで、警察は位置を正確に把握することができる
。

## その他の利用
オーバーパス特定標識には上半分に走行中の道路名・道路番号が示されている。これにより、走行中の道路名を把握することができる。イタリアのアウトストラーダには、同じ番号を持つ分岐路・接続路が多く存在しており、こういった枝道の道路名を確認することにしばしば利用されている。